# Teinoptera culminifera
Teinoptera culminifera là một loài bướm đêm thuộc họ Noctuidae. Nó được tìm thấy ở Bắc Phi, miền trung Arabian deserts, the Sinai ở Ai Cập, Jordan và Israel.
Con trưởng thành bay từ tháng 2 đến tháng 4. Có một lứa một năm.